# Mézières-sur-Issoire

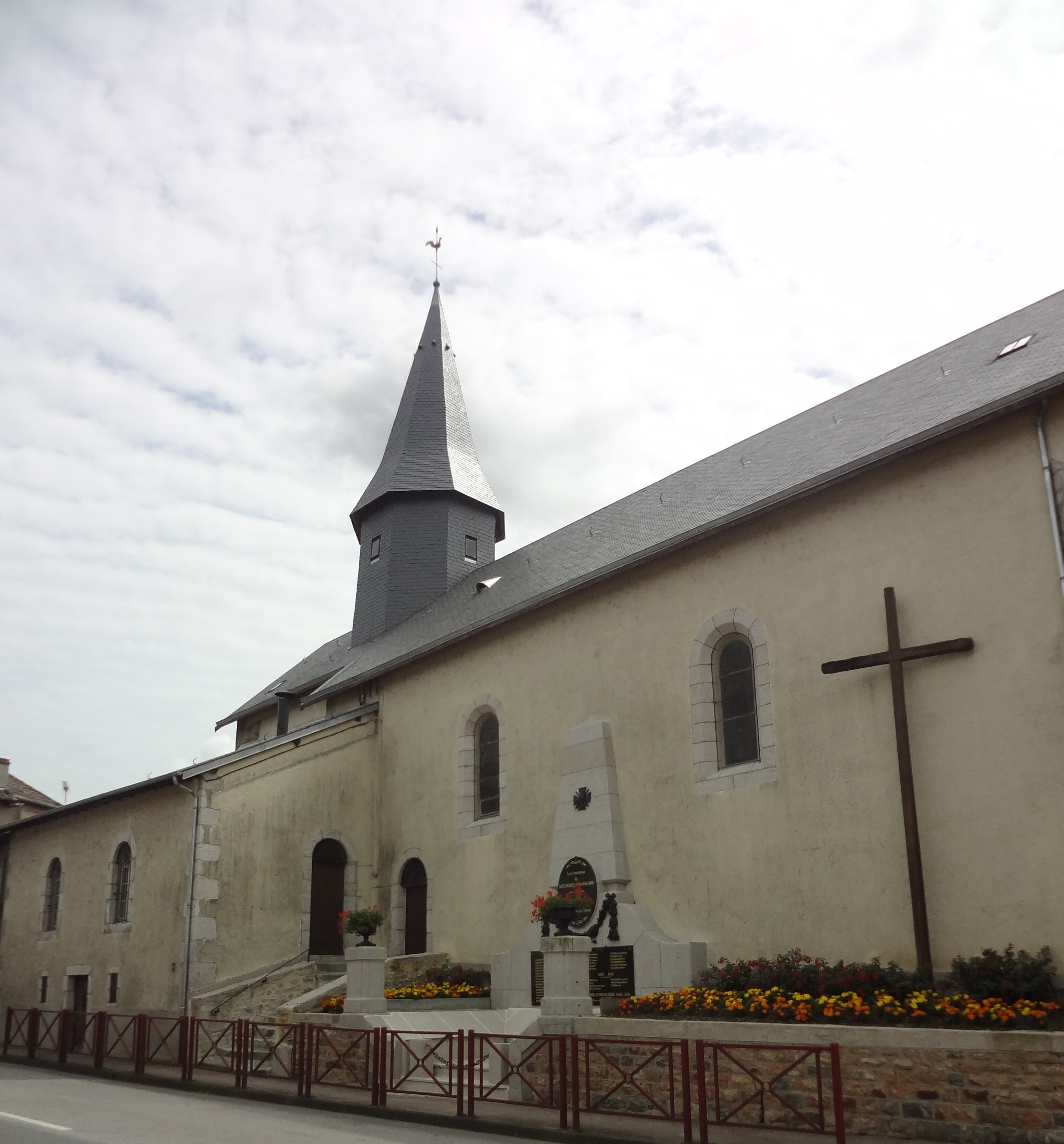
Église Sainte-Marie-Madeleine

Mézières-sur-Issoire is een plaats en voormalige gemeente in het Franse departement Haute-Vienne in de regio Nouvelle-Aquitaine en telt 873 inwoners (1999).
Op 1 januari 2016 fuseerde de gemeente met Bussière-Boffy tot de huidige gemeente Val-d'Issoire. Deze gemeente maakt deel uit van het arrondissement Bellac.

## Geografie
De oppervlakte van Mézières-sur-Issoire bedraagt 44,3 km², de bevolkingsdichtheid is 19,7 inwoners per km².
De onderstaande kaart toont de ligging van Mézières-sur-Issoire met de belangrijkste infrastructuur en aangrenzende gemeenten.

## Demografie
Onderstaande figuur toont het verloop van het inwonertal (bron: INSEE-tellingen).